# Gloria Lee
Gloria Lee (22 tháng 3, 1926 – 3 tháng 12, 1962) là tiếp viên hàng không người Mỹ và là môn đệ của Oahspe trong phong trào tiếp xúc UFO thập niên 1950 vào năm 1953.
Lee quê quán ở Los Angeles, tự nhận là có mối liên hệ thần giao cách cảm với một thực thể tên là JW, sống trên hành tinh sao Mộc, và bắt đầu thu thập một quyển sách kể về những lời chỉ dạy tâm linh của anh ta. Dưới sự chỉ đạo của JW, bà đã thành lập Quỹ Nghiên cứu Cosmon với mục đích xuất bản và nghiên cứu về trí khôn siêu phàm của JW, phần nhiều trong số đó giống y như những lời dạy bảo năm 1882 của Oahspe.
Thành viên trong tổ chức của Lee đã tăng mạnh sau khi quảng cáo được đăng thường xuyên trên tờ nguyệt san huyền bí của Ray Palmer gọi là Fate. Bà từng đăng đàn diễn thuyết thành công về chủ đề tiếp xúc UFO và thu hút sự chú ý của công chúng. Trong các bài giảng của mình, Lee đã cho bán bản sao của cuốn sách viết về mặc khải xuất bản năm 1959 với tên gọi Why We Are Here! (Tại sao chúng ta lại ở đây!). Năm bà mất, quyển sách "JW" thứ hai được xuất bản năm 1962 có nhan đề The Changing Conditions of Your World! (Những điều kiện thay đổi của thế giới của bạn!).
Bà đã phát triển một kế hoạch vì hòa bình thế giới và bản thiết kế trạm vũ trụ rồi gửi cho Washington D.C. vào cuối năm 1962 trong một nỗ lực nhằm hướng đến sự chú ý của giới quan chức. Tuy nhiên, sau khi bị từ chối, bà đã quyết định tuyệt thực, nói với những người khác trong cộng đồng giao tiếp UFO rằng bà sẽ rơi vào tình trạng hôn mê tương tự như cái chết, rồi sau đó "trở về" với nguồn năng lượng tinh thần mới để tiếp tục "công việc vĩ đại" của mình. Thế nhưng, báo chí đã không được thông báo về cuộc tuyệt thực của Lee cho đến một thời gian sau khi vụ việc bắt đầu, và dư luận thì chẳng mấy ai quan tâm đến bà nữa. Sau khoảng 66 ngày không ăn gì cả, Lee bị đưa vào điều trị tại Bệnh viện Đại học George Washington. Bà qua đời vào ngày 3 tháng 12 năm 1962, hưởng dương 37 tuổi.

## Mark-Age
Sau cái chết của Lee, Charles Boyd Gentzel, người sáng lập Mark-Age, Inc., và cộng sự Pauline Sharpe (còn gọi là Nada-Yolanda), đã tuyên bố đang chuyển thông điệp tinh thần từ Lee thay mặt cho giáo phái tiếp xúc UFO của họ. Lee không phải là người tiếp xúc UFO duy nhất hay là người tiếp xúc UFO tự nhịn đói cho đến chết. Vào tháng 11 năm 1982, LaVerne Landis, một thành viên của giáo phái UFO Search and Prove, đã chết vì đói lúc đang ngồi chờ trong xe ở miền bắc bang Minnesota trong hơn 40 ngày để chứng kiến một chiếc đĩa bay hạ cánh, sau khi được thông báo là phải đợi ở đó trong suốt thời gian liên lạc tâm linh với một thực thể Space Brother.